# NGC 1665
NGC 1665 este o galaxie lenticulară situată în constelația Eridanul. A fost descoperită în 5 octombrie 1785 de către William Herschel. Se află la o distanță de 37,5 de megaparseci de Pământ.